# ارتاح
اَرتاح (عربی: أرتاح؛ شهر ریحانلی در ترکیه امروزی)، شهر و قلعه‌ای قرون وسطایی در ۲۵ مایلی شمال‌شرقی شهر انطاکیه است (در مسیر جادهٔ رومی از انطاکیه به حلب). این شهر به واسطه موقعیت استراتژیک خود یعنی واقع‌شدن در مسیرهی حیاتی فرات و وی دره رودخانه عاصی و همچنین شهرهای افامیا، حلب و انطاکیه از اهمیت ویزه‌ای برخوردار بود.
این شهر طی فتح شامات توسط اعراب مسلمان در قرن ۷ میلادی تصرف شد اما در اواخر ۱۰ میلادی امپراتوری بیزانس بار دیگر موفق به بازپس‌گیری آن شد. با این حال این شهر در ژوئیه ۱۰۶۸ توسط نیروهای امیرنشین حلب فتح شد. تلاش موفق اما کوتاه‌مدت امپراتوری بیزانس در بازپس‌گیری این شهر دفاعی در سایه نخستین جنگ صلیبی قرار گرفت و نیرهای صلیبی موفق به فتح آن شدند و مبدل به قلمرویی از قلمروی شاهزاده‌نشین انطاکیه گشت.